# Seznam slovenských hráčů v NHL v sezóně 2017/2018
Toto je seznam hráčů ledního hokeje slovenské národnosti, kteří v sezóně 2017/2018 hráli za některý z týmů americké NHL.

| Tým                                    | Věk | Hráč            | Post | Počet zápasů ZČ | Branky ZČ | Asistence ZČ | Body ZČ | Počet zápasů v play off | Branky v play off | Asistence v play off | Body v play off | Poznámka / hrál také za     | Statistiky v NHL |
| -------------------------------------- | --- | --------------- | ---- | --------------- | --------- | ------------ | ------- | ----------------------- | ----------------- | -------------------- | --------------- | --------------------------- | ---------------- |
| Arizona Coyotes Chicago Blackhawks     | 26  | Richard Pánik   | F    | 35 37           | 8 6       | 11 10        | 19 16   | Ne                      |                   |                      |                 |                             |                  |
| Detroit Red Wings Vegas Golden Knights | 27  | Tomáš Tatar     | F    | 62 20           | 16 4      | 12 2         | 28 6    | - 2                     | - 0               | - 0                  | - 0             |                             |                  |
| Boston Bruins                          | 40  | Zdeno Chára     | D    | 73              | 7         | 17           | 24      | 12                      | 1                 | 2                    | 3               |                             |                  |
| Edmonton Oilers                        | 31  | Andrej Sekera   | D    | 36              | 0         | 8            | 8       | Ne                      |                   |                      |                 |                             |                  |
| Toronto Maple Leafs                    | 25  | Martin Marinčin | D    | 2               | 0         | 0            | 0       | Ne                      |                   |                      |                 |                             |                  |
| New York Islanders                     | 32  | Jaroslav Halák  | G    |                 |           |              |         | Ne                      |                   |                      |                 |                             |                  |
| Tampa Bay Lightning                    | 35  | Peter Budaj     | G    |                 |           |              |         |                         |                   |                      |                 |                             |                  |
| Ottawa Senators Los Angeles Kings      | 35  | Marián Gáborík  | F    | 16 30           | 4 7       | 3 7          | 7 14    | Ne                      |                   |                      |                 |                             |                  |
| Chicago Blackhawks                     | 25  | Tomáš Jurčo     | F    | 29              | 6         | 4            | 10      | Ne                      |                   |                      |                 | Grand Rapids Griffins (AHL) |                  |
| Winnipeg Jets                          | 23  | Marko Daňo      | F    | 23              | 2         | 1            | 3       | Ne                      |                   |                      |                 | Manitoba Moose (AHL)        |                  |

- F = Útočník
- D = Obránce
- G = Brankář